# 유연상
유연상(柳鍊相, 1966~)은 대한민국의 경호공무원이자 정무직 공무원이다.

## 상세
대통령경호실 공채로 합격하여 대통령 경호실에서 근무하였다. 문재인 정부에 들어서 제2대 대통령 경호처장으로 임명되었으며, 이는 최초의 공채 출신 경호처장이다.